# Deutscher Eishockey-Bund
Deutscher Eishockey-Bund (DEB) bildades den 16 juni 1963 i Krefeld av åtta delstatsförbund och 32 föreningar. och organiserar ishockeyspelandet i Tyskland. Den 19 september 1909 inträdde Tyskland i IIHF.
Tyskland blev 1920 utsparkade ur IIHF, men tilläts återinträda 1926., och sedan var man återigen medlem fram till 1946
1951 återinträdde man på nytt, och från 1956 var det som Västtyskland fram till 1990.

## Ordförande
- 1963/64 - Ludwig Zametzer (Füssen)/ Dr. Günther Sabetzki (Düsseldorf), delade ordförandeskapet
- 1964-1992 - Otto Wanner (Füssen)
- 1992-1995 - Ulf Jäkel (Kaufbeuren)
- 1995-2002 - Rainer Gossmann (Düsseldorf)
- 2002-2008 - Hans-Ulrich Esken (Schwerte)
- 2008-2010 - interimsordförande, Uwe Harnos (Kaufbeuren)
- 2010- Uwe Harnos (Kaufbeuren)

## Vice ordförande
- 1963/1964  - Titeln vakant; i stället två ordförande
- 1964-1984 - Dr. Günther Sabetzki (Düsseldorf)
- 1984-1988 - Dr. Ernst Eichler (Mannheim)
- 1988-1991  - Rudolf Gandorfer (Landshut)
- 1991-1993  - Heinz Landen (Köln)
- 1993-1995 - Dr. Wolfgang Bonenkamp (Düsseldorf)
- 1995-2002  - Rudolf Schnabel (Nürnberg)
- 2002-2008  - Uwe Harnos (Kaufbeuren)
- 2002-2010  - Bodo Lauterjung (Ingolstadt)
- 2002-2002  - Jochen Haselbacher (Hannover)
- 2004-2008  - Wolfgang Brück (Iserlohn)
- 2008-     Erich Kühnhackl (Landshut)
- 2010-     Manuel Hüttl (Thaining)
- 2010-     Ramund Schneeweis (Hamm)

### Fotnoter
1. ↑  ”Deutscher Eishockey-Bund”. Arkiverad från originalet den 1 januari 2012. https://web.archive.org/web/20120101083316/http://www.deb-online.de/index.php/historie.html. Läst 28 augusti 2011.
2. ↑  ”International Ice Hockey Federation”. http://www.iihf.com/iihf-home/countries/germany.html. Läst 28 augusti 2011.
3. 1 2  ”1914-1933”. IIHF. http://www.iihf.com/iihf-home/history/the-iihf/epochs/1914-1933.html. Läst 18 mars 2008.
4. 1 2 3  ”1946-1956”. IIHF. http://www.iihf.com/iihf-home/history/the-iihf/epochs/1946-1956.html. Läst 18 mars 2008.